# Noorddijk e.o.
Noorddijk e.o. is een wijk in Groningen. De wijk  werd als zodanig gevormd bij de nieuwe wijk- en buurtindeling van Groningen in 2014. De wijk ligt binnen het gebiedsdeel Oost. De grenzen van de wijk worden gevormd door de Oostelijke ringweg in het westen, het Eemskanaal in het zuiden, de voormalige gemeentegrens met de oude gemeente Ten Boer in het oosten en de wijk Noordoost in het noorden.
De wijk is onderverdeeld in twaalf buurten: Lewenborg-Noord, Lewenborg-Zuid, Lewenborg-West, Oosterhogebrug, Ulgersmaborg, Hunzepark, Zilvermeer, Kardinge, Drielanden, Noorddijk, Ruischerbrug en Ruischerwaard

## Fotogalerij

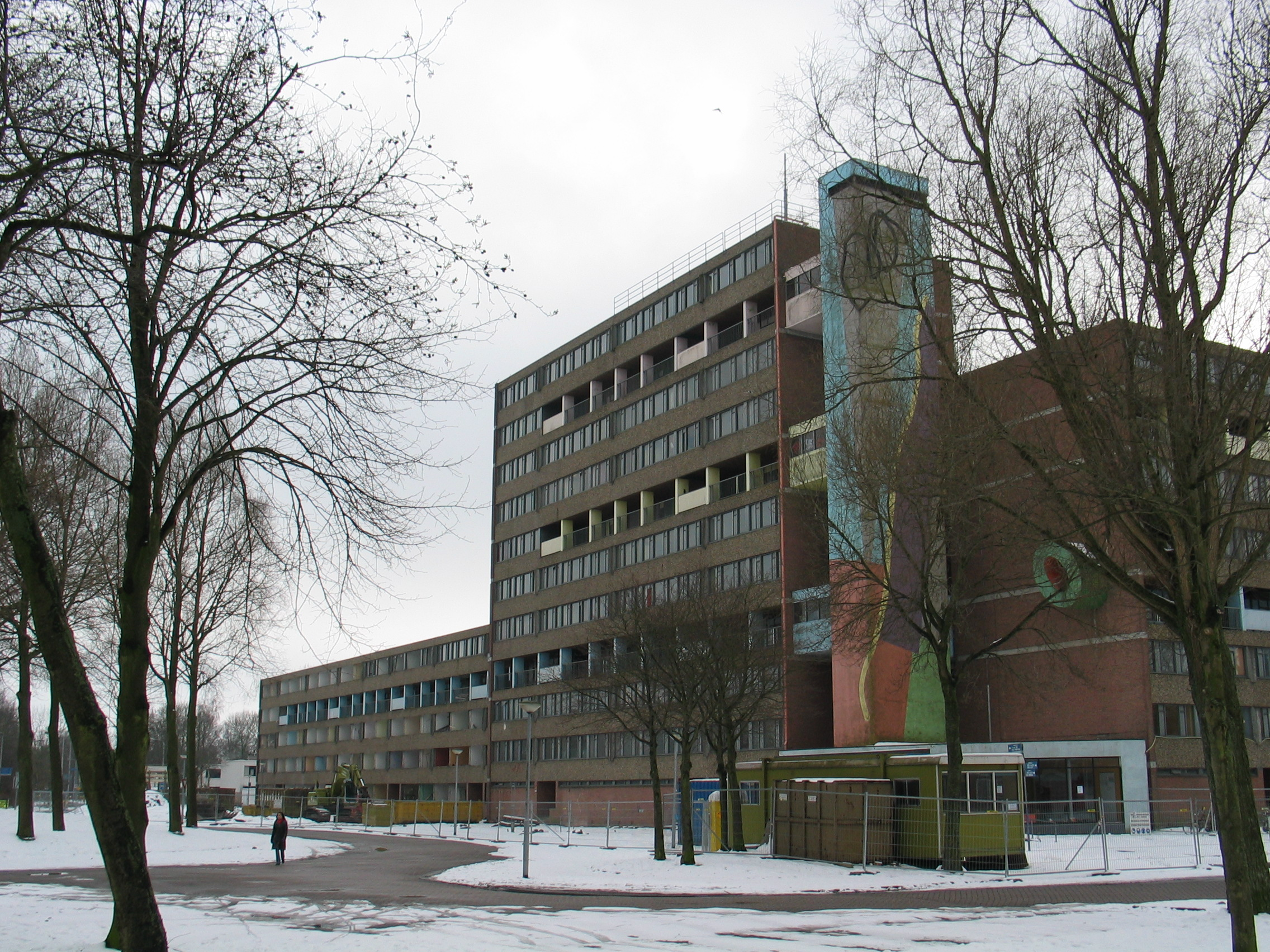
Inmiddels gesloopte Kombuisflat in Lewenborg
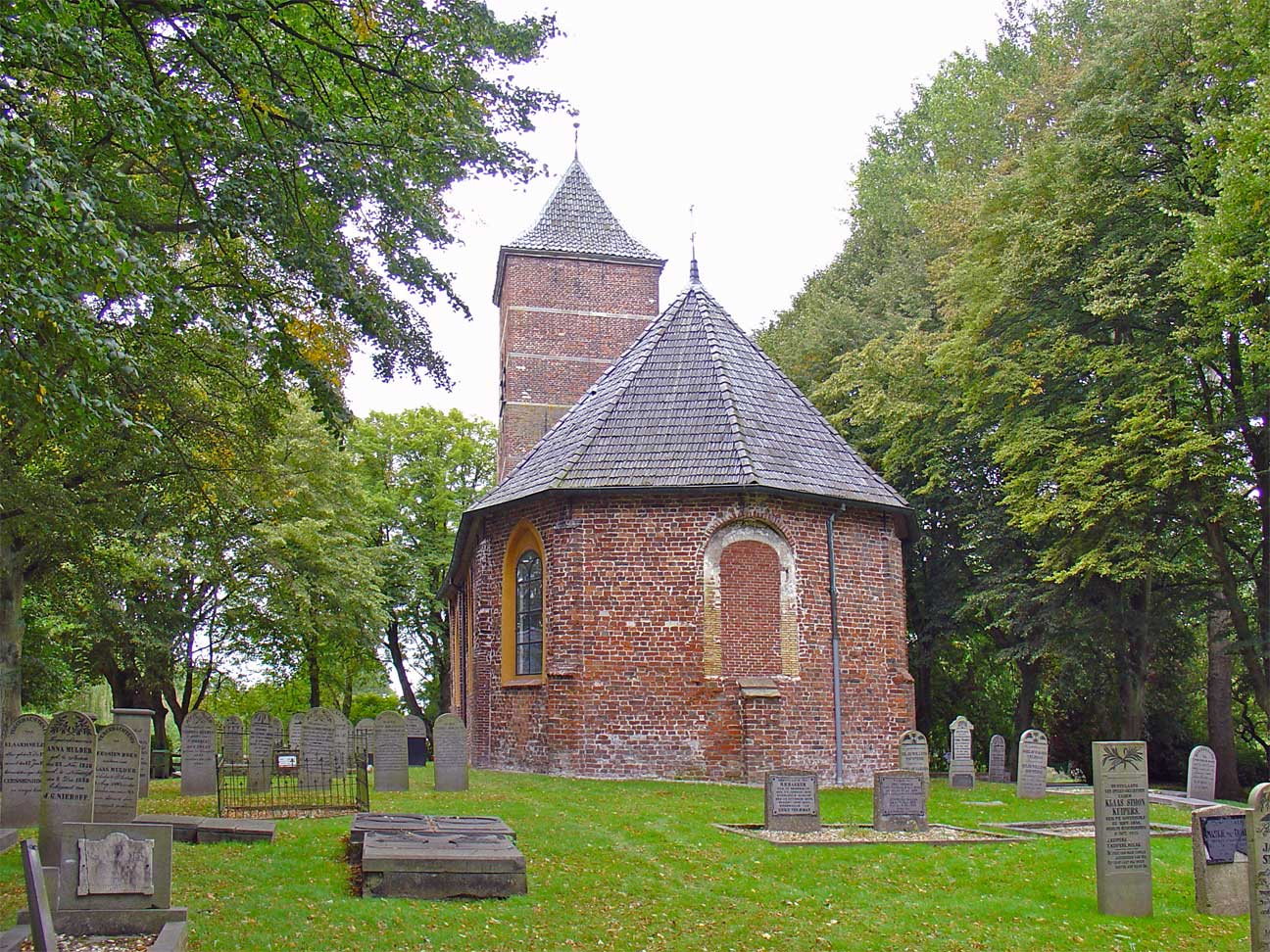
Noorddijk
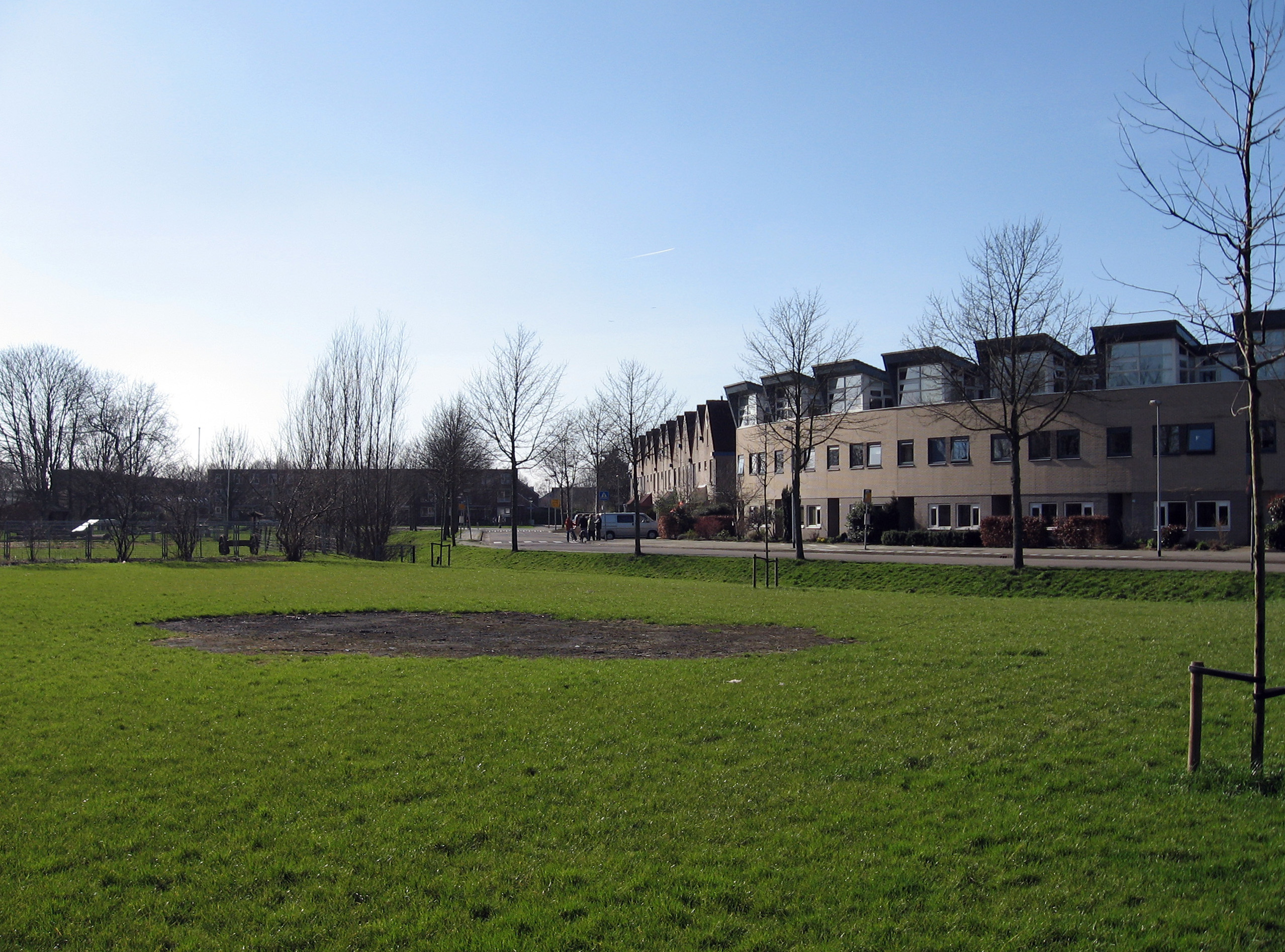
De Akeleiweg in Ulgersmaborg
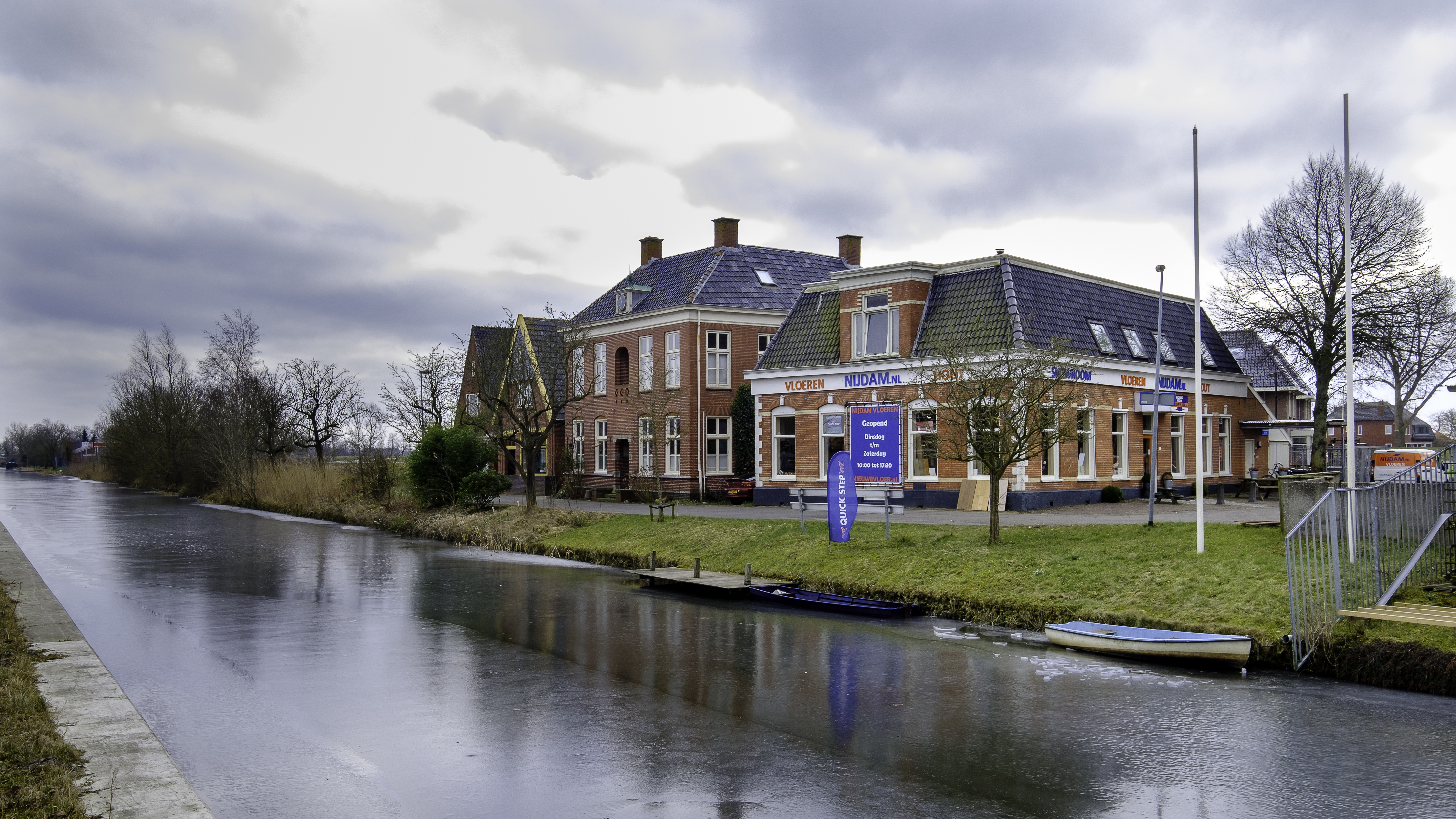
Ruischerbrug met voormalig gemeentehuis Noorddijk